# Lemma (leksikografi)
 For alternative betydninger, se Lemma. (Se også artikler, som begynder med Lemma)
Et lemma betegner i leksikografien et opslagsord, dvs. det ord, man slår op under i en ordbog eller et leksikon.
Flertal: lemmaer. I videnskabelig sammenhæng bruges også den græske flertalsform: lemmata.
På latin har ordet også grundbetydningen emne.